# Liste der Monuments historiques in Chassey
Die Liste der Monuments historiques in Chassey führt die Monuments historiques in der französischen Gemeinde Chassey auf.

## Liste der Objekte
| Bezeichnung                             | Beschreibung                                                                                        | Standort                                   | Kennzeichnung | Schutzstatus | Datum | Bild |
| --------------------------------------- | --------------------------------------------------------------------------------------------------- | ------------------------------------------ | ------------- | ------------ | ----- | ---- |
| Grabstein                               | Kalkstein, 13. Jahrhundert                                                                          | in der Kirche Nativité-de-la-Vierge (Lage) | PM21000539    | Classé       | 1910  |      |
| Gemälde Anbetung der Hirten             | Ölfarbe auf Leinwand, Anfang des 18. Jahrhunderts                                                   | in der Kirche Nativité-de-la-Vierge (Lage) | PM21002967    | Classé       | 1995  |      |
| Gemälde Abendmahl                       | Ölfarbe auf Leinwand, 18. Jahrhundert; nach Jean-Baptiste de Champaigne                             | in der Kirche Nativité-de-la-Vierge (Lage) | PM21002968    | Classé       | 1995  |      |
| Gemälde Geißelung Christi               | Ölfarbe auf Leinwand, 17. Jahrhundert                                                               | in der Kirche Nativité-de-la-Vierge (Lage) | PM21003946    | Inscrit      | 1992  |      |
| Gemälde Noli me tangere                 | Ölfarbe auf Leinwand, 17. Jahrhundert                                                               | in der Kirche Nativité-de-la-Vierge (Lage) | PM21003947    | Inscrit      | 1992  |      |
| Gemälde Jesus im Tempel                 | Ölfarbe auf Leinwand, 17. Jahrhundert                                                               | in der Kirche Nativité-de-la-Vierge (Lage) | PM21003948    | Inscrit      | 1992  |      |
| Vier Gemälde: Evangelisten              | Ölfarbe auf Leinwand, 18. Jahrhundert                                                               | in der Kirche Nativité-de-la-Vierge (Lage) | PM21003949    | Inscrit      | 1992  |      |
| Gemälde Grablegung Christi              | Ölfarbe auf Leinwand, 17. Jahrhundert                                                               | in der Kirche Nativité-de-la-Vierge (Lage) | PM21003950    | Inscrit      | 1992  |      |
| Gemälde Kreuzigung (1)                  | Ölfarbe auf Leinwand, 17. Jahrhundert                                                               | in der Kirche Nativité-de-la-Vierge (Lage) | PM21003951    | Inscrit      | 1992  |      |
| Gemälde Heilige Familie                 | Ölfarbe auf Leinwand, 17. Jahrhundert                                                               | in der Kirche Nativité-de-la-Vierge (Lage) | PM21003952    | Inscrit      | 1992  |      |
| Gemälde Christi Geburt                  | Ölfarbe auf Leinwand, 17. Jahrhundert                                                               | in der Kirche Nativité-de-la-Vierge (Lage) | PM21003953    | Inscrit      | 1992  |      |
| Gemälde Kreuzigung (2)                  | Ölfarbe auf Holz, 16. Jahrhundert                                                                   | in der Kirche Nativité-de-la-Vierge (Lage) | PM21003954    | Inscrit      | 1992  |      |
| Gemälde Pietà                           | Ölfarbe auf Leinwand, 17. Jahrhundert                                                               | in der Kirche Nativité-de-la-Vierge (Lage) | PM21003955    | Inscrit      | 1992  |      |
| Gemälde Heiliger Hieronymus             | Ölfarbe auf Leinwand, 17. Jahrhundert                                                               | in der Kirche Nativité-de-la-Vierge (Lage) | PM21003956    | Inscrit      | 1992  |      |
| Hauptaltar                              | Altartisch, Retabel, Tabernakel und Exposition; Holz, farbig gefasst und vergoldet, 18. Jahrhundert | in der Kirche Nativité-de-la-Vierge (Lage) | PM21003957    | Inscrit      | 1992  |      |
| Sechs Altarleuchter                     | Kupfer, versilbert, zwischen 1824 und 1830                                                          | in der Kirche Nativité-de-la-Vierge (Lage) | PM21003958    | Inscrit      | 1992  |      |
| Relief Heiliger Eligius                 | Holz, farbig gefasst und vergoldet, 18. Jahrhundert                                                 | in der Kirche Nativité-de-la-Vierge (Lage) | PM21003959    | Inscrit      | 1992  |      |
| Relief Heiliger Claudius                | Holz, farbig gefasst und vergoldet, 18. Jahrhundert                                                 | in der Kirche Nativité-de-la-Vierge (Lage) | PM21003960    | Inscrit      | 1992  |      |
| Skulptur Christus in der Marter         | Stein, farbig gefasst, 16. Jahrhundert                                                              | in der Kirche Nativité-de-la-Vierge (Lage) | PM21003961    | Inscrit      | 1992  |      |
| Hostieneisen                            | Eisen, Ende des 16. Jahrhunderts                                                                    | in der Kirche Nativité-de-la-Vierge (Lage) | PM21003962    | Inscrit      | 1992  |      |
| Gemälde Der heilige Hieronymus im Gebet | Ölfarbe auf Leinwand, 17. Jahrhundert                                                               | in der Kirche Nativité-de-la-Vierge (Lage) | PM21003963    | Inscrit      | 1992  |      |